# La morsa
La morsa (traduzida no Brasil como O Torniquete) é a primeira peça teatral escrita pelo dramaturgo siciliano Luigi Pirandello.
É uma comédia escrita entre 1899 e 1900 e foi encenada pela primeira vez em 1910 quando foi produzido por Nino Martoglio (criador do Teatro Metastásio).